# Seznam funkcionalistických staveb v Brně

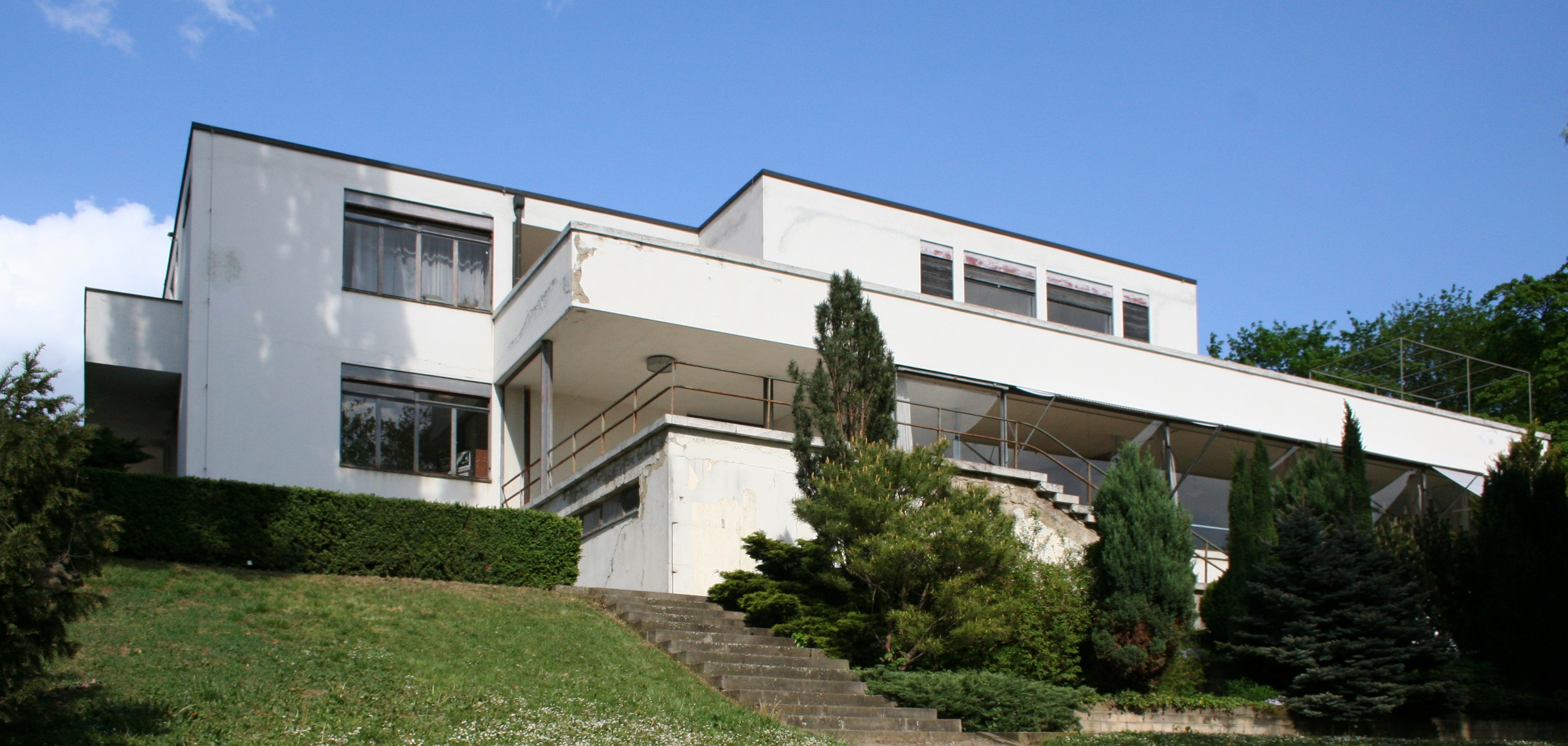
Vila Tugendhat

Seznam funkcionalistických staveb v Brně představuje výčet architektonicky významných staveb funkcionalismu na území Brna.
Město Brno se po vzniku samostatného Československa v roce 1918 stalo druhým největším městem státu a jeho politické, hospodářské a kulturní ambice se projevily také v rozvoji stavební aktivity. Stalo se tak i jedním z předních center funkcionalismu ve střední Evropě. Tento architektonický směr se naplno prosadil při výstavbě brněnského zemského výstaviště a Výstavě soudobé kultury v roce 1928, jejíž součástí byla i kolonie Nový dům, první výstava moderního bydlení v Československu. Od roku 1923 v Brně natrvalo působil Bohuslav Fuchs, jeden z předních brněnských architektů své doby. Nejvýznamnější místní památkou funkcionalismu je vila Tugendhat, která byla zařazena i na Seznam světového dědictví UNESCO.

## Seznam
| Název                                                                             | Obrázek                                                                                          | Umístění | Architekt | Rok                  | Poznámky |
| --------------------------------------------------------------------------------- | ------------------------------------------------------------------------------------------------ | --- | --- | -------------------- | --- |
| Münzova vila                                                                      | Münzova vila                                                                                     | Brno-střed (Pisárky) Hroznová 19 49°11′47″ s. š., 16°34′16″ v. d.                                                              | Ernst Wiesner | 1924–1926            | Dnes sídlo soukromých firem. Vila ředitele brněnské Banky Union byla první Wiesnerovou stavbou ze skupiny pisáreckých vil, s inspirací u Adolfa Loose. |
| Zemanova kavárna                                                                  | Zemanova kavárna                                                                                 | Brno-střed Jezuitská 6 49°11′52″ s. š., 16°36′48″ v. d.                                                                        | Bohuslav Fuchs | 1925                 | Stěžejní dílo brněnské moderní architektury a jedna z prvních funkcionalistických budov v Československu. Stavba je založena na prolínání kvadratických tvarů a propojena s okolním parkem pomocí trojice prostředních zasunovatelných oken. V roce 1964 byla zbořena a v letech 1994-1995 nahrazena replikou Jany Janíkové a Zbyňka Pecha podle původního Fuchsova návrhu. |
| Krematorium                                                                       | Krematorium                                                                                      | Brno-střed (Štýřice) Jihlavská 1 49°10′20″ s. š., 16°35′23″ v. d.                                                              | Ernst Wiesner | 1925–1930            | |
| Kudelův rodinný dům                                                               | Kudelův rodinný dům                                                                              | Brno-střed (Stránice) Klácelova 10 49°12′0″ s. š., 16°34′52″ v. d.                                                             | Jan Víšek | 1926–1927            | Samostatně stojící vila čtvercového půdorysu, s mimořádně úsporným rozvržením obytného prostoru kolem jednoramenného schodiště. |
| Skupina městských malobytových domů                                               | Skupina městských malobytových domů                                                              | Brno-sever (Husovice) Nováčkova 2-10, Svitavská 2, Svitavské nábřeží 49-57 49°12′29″ s. š., 16°37′48″ v. d.                    | Bohuslav Fuchs | 1926–1927            | Skupina domů je ještě uspořádána podle klasického blokového schématu, ale ve své jednoduchosti, s jednotícím typovým průčelím a konstrukčním řešením už směřuje k funkcionalistické architektuře. |
| Hotel Avion                                                                       | Hotel Avion                                                                                      | Brno-střed Česká 20 49°11′48″ s. š., 16°36′22″ v. d.                                                                           | Bohuslav Fuchs | 1926–1928            | Hotel Avion je první poválečný hotel v Brně a představuje stěžejní dílo české funkcionalistické architektury 20. let. Díky velmi úzké parcele (8,5 m), na které byl postaven, představuje unikátní dílo s velkými nároky na architekta. Dvě nejnižší podlaží byla vyhrazena pro kavárnu, v dalších sedmi byly hotelové pokoje. Uliční průčelí toto členění reflektuje formou mírně předsunutého arkýře s bílými skleněnými tabulemi v patrech kavárny, patra s hotelovými pokoji se vyznačují menšími pásovými okny a porcelánovými kachlíky.                                                                        |
| Brněnské výstaviště                                                               | Brněnské výstaviště: Pavilon A                                                                   | Brno-střed (Pisárky) Výstaviště 1 49°11′16″ s. š., 16°34′56″ v. d.                                                             | Josef Kalous, Jaroslav Valenta, Bohuslav Fuchs, Vlastislav Chroust, Josef Gočár, Pavel Janák, Bohumír Čermák, Emil Králík, Oldřich Starý, Josef Havlíček, Adolf Loos | 1926–1928            | Jde zejména o tyto stavby: obchodně průmyslový palác, pavilony města Brna, země Moravy, Akademie výtvarných umění v Praze, Uměleckoprůmyslové školy v Praze, Brněnských vzorkových trhů, kino a kavárna, vzorový rodinný a nájemní dům, adaptovaný empírový zámeček |
| Palác Morava                                                                      | Palác Morava                                                                                     | Brno-střed Divadelní 3 49°11′43″ s. š., 16°36′50″ v. d.                                                                        | Ernst Wiesner, Jaroslav Valenta (statika) | 1926–1929            | Místo tzv. Doretova dvora měl být v roce 1925 vystavěn mezinárodní hotel Ritz. Nakonec zde vznikl komplex obytných budov s obchodním přízemím, suterénním kinem a barem, kavárnou a terasou v prvním patře. Autor se musel potýkat s problematickým geologickým podložím. Kvůli přirozenému prosvětlení a také zjemnění jinak industriálního výrazu stavby (z obnažené železobetonové konstrukce s neomítaným zdivem) Wiesner prohnul hmotu budovy dovnitř. Později ke komplexu připojil budovu Moravské zemské životní pojišťovny.                                                                                  |
| Kolonie Nový dům                                                                  | Kolonie Nový dům                                                                                 | Brno-Žabovřesky Bráfova 109, 111, Drnovická 2–10, Petřvaldská 2–10, Šmejkalova 144–148 49°12′22″ s. š., 16°34′16″ v. d.        | Bohuslav Fuchs, Josef Štěpánek, Jaroslav Grunt, Jiří Kroha, Hugo Foltýn, Miroslav Putna, Jan Víšek, Jaroslav Syřiště, Ernst Wiesner                                  | 1927–1928            | Obytný komplex 16 funkcionalistických úsporných řadových nebo individuálních rodinných domů zbudovaných v roce 1928 jako projekt ukázkového moderního bydlení v rámci Výstavy soudobé kultury v Brně. Jde o úsporné řadové nebo individuální domy. |
| Fuchsova vila                                                                     | Fuchsův rodinný dům                                                                              | Brno-Žabovřesky Hvězdárenská 2 49°12′25″ s. š., 16°35′2″ v. d.                                                                 | Bohuslav Fuchs | 1927–1928            | Navenek architektonicky jednoduchá stavba představuje uvnitř revolučně koncipovaný obytný prostor včetně haly s galerií, vzájemně propojený a opticky provázaný se zahradou. |
| Kavárna Era                                                                       | Kavárna Era                                                                                      | Brno-sever (Černá Pole) Zemědělská 30 49°12′38″ s. š., 16°37′9″ v. d.                                                          | Josef Kranz | 1927–1929            | Téměř plakátové průčelí kavárny poukazuje na autorovu inspiraci „grafickou“ architekturou holandské skupiny De Stijl. V přízemí byl restaurační provoz, v prvním patře kavárna s kulečníkovou hernou a ve druhém patře byt majitele. V roce 2011 byl po rekonstrukci obnoven provoz kavárny. |
| Husův sbor                                                                        | Husův sbor                                                                                       | Brno-střed (Veveří) Botanická 1 49°12′13″ s. š., 16°36′11″ v. d.                                                               | Jan Víšek | 1927–1929            | Husův sbor církve československé se stal jednou z prvních ryze moderních sakrálních staveb v meziválečném Československu. Areál kromě modlitebny, zázemí a bytů obsahoval i divadelní sál. |
| Malobytová kolonie                                                                | Malobytová kolonie Gallašova-Grmelova                                                            | Brno-střed Gallašova 2-10, Grmelova 6-10 49°10′52″ s. š., 16°35′54″ v. d.                                                      | Mojmír Kyselka | 1927–1931            | Kyselkovo sídliště je nejspíše první a nejúspornější malobytovou kolonií v Brně. Je tvořeno sedmi pavlačovými domy podél dvou ulic a vzájemně propojených na nároží dovnitř prohnutým pavlačovým dvojdomem. |
| Malobytové domy družstev Stavog a Blahobyt                                        | Malobytové domy družstev Stavog a Blahobyt                                                       | Brno-Žabovřesky Pod kaštany 26–30, Tábor 28a/b/c, 34a/b/c, Kounicova 89–93 49°12′47″ s. š., 16°35′31″ v. d.                    | Jindřich Kumpošt | 1927–1932            | V souboru nájemných domů kolem křížení ulic Kounicova a Tábor byl v Brně poprvé užit systém řádkové zástavby. Vzniklo zde malé centrum se službami a mateřskou školkou s hřišti. Jde o skupinu čtyřpatrových malobytových domů, původně s plochými střechami, obsahující celkem 220 bytů, které tvoří čtyři bloky se třemi domovními sekcemi. Pásová okna spolu s vnitřními pásovými balkony tvoří na fasádě výrazný dlouhý pruh. |
| Městská ubytovací kancelář                                                        | Cestovní kancelář Čedok                                                                          | Brno-střed Nádražní 10, 12 49°11′27″ s. š., 16°36′40″ v. d.                                                                    | Oskar Poříska | 1928                 | Později cestovní kancelář Čedok. Informační kancelář vznikla v souvislosti s přípravami na Výstavu soudobé kultury v Československu. Vnějšku budovy dominuje skloželezobetonová stěna, použitá v Brně poprvé a rovněž tehdy ještě výjimečné půlkruhové nároží. |
| Vila Neumark                                                                      | Vila Neumark                                                                                     | Brno-střed (Pisárky) Vinařská 38 49°11′37″ s. š., 16°34′48″ v. d.                                                              | Ernst Wiesner | 1928–1929            | Vila G. W. Neumarka představuje syntézu funkcionalistického a vídeňského výrazu podobně jako např. nedaleká vila Stiassni. Na rozdíl od autorových ostatních bílých vil byla tato navržena s červenou omítkou. |
| Kino Avia                                                                         | Kino Avia (Squash Slovan)                                                                        | Brno-Černovice Štolcova 6 49°11′22″ s. š., 16°38′8″ v. d.                                                                      | Josef Kranz | 1928–1929            | Dnes budova Squash Slovan. Kino Avia bylo plánováno jako první etapa rozsáhlejšího souboru s tělocvičnou a společenským centrem. Zbytek však nebyl realizován, pozdější přístavba už nebyla realizována podle původního návrhu. Vnitřek původní budovy kina je zčásti přestavěn, vnějšek v podstatě zachován. |
| Masarykův studentský domov                                                        | Masarykův studentský domov                                                                       | Brno-střed (Veveří) Cihlářská 21 49°12′17″ s. š., 16°36′10″ v. d.                                                              | Bohuslav Fuchs | 1928–1930            | Komplex čtyřposchoďové budovy ubytovny propojený se vstupní budovou jídelny a klubů má charakteristický vchod zdůrazněný aerodynamickou markýzou. |
| Kavárna Savoy                                                                     | Kavárna Savoy                                                                                    | Brno-střed Běhounská 9 / Jakubské nám. 1 49°11′48″ s. š., 16°36′33″ v. d.                                                      | Jindřich Kumpošt | 1929                 | Kavárna vznikla adaptací spodních podlaží Thonetova paláce na rohu Běhounské ulice a Jakubského náměstí. Ústřední sál v seříznutém rohu se v rozbíhal do dvou symetrických traktů. V 50. letech byly interiéry znehodnoceny při přestavbě na prodejnu s textilem, od r. 2008 jí byl po rekonstrukci navrácen původní účel a částečně i podoba. |
| Haasova vila                                                                      | Haasova vila                                                                                     | Brno-střed (Pisárky) Lipová 43 49°11′35″ s. š., 16°34′36″ v. d.                                                                | Ernst Wiesner | 1929–1930            | Vila ředitele brněnské Anglobanky Gustava Haase je blízká tzv. nautickému funkcionalismu, který se inspiroval architekturou transatlantických parníků použitím řady teras, trubkového zábradlí a lodních oken. |
| Vila Stiassni                                                                     | Vila Stiassny                                                                                    | Brno-střed (Pisárky) Hroznová 14 49°11′49″ s. š., 16°34′23″ v. d.                                                              | Ernst Wiesner | 1929–1930            | |
| Krohův rodinný dům                                                                | Krohův rodinný dům                                                                               | Brno-střed (Stránice) Sedlákova 45 49°12′7″ s. š., 16°34′38″ v. d.                                                             | Jiří Kroha | 1929–1930            | |
| Německá dívčí škola                                                               | Německá dívčí škola                                                                              | Brno-sever (Černá Pole) Jugoslávská 126 49°12′43″ s. š., 16°37′23″ v. d.                                                       | Bohuslav Fuchs, Mojmír Kyselka | 1929–1930            | Dnes jedna z budov Masarykovy základní školy a Mateřské školy Brno, Zemědělská 29. Jednoduše řešená horizontální budova s velkými okny a bazénem na střeše vznikla v rámci velkorysého programu výstavby veřejných zařízení, který vrcholil na počátku 30. let. |
| Vila Tugendhat                                                                    | Vila Tugendhat                                                                                   | Brno-sever (Černá Pole) Černopolní 45 49°12′26″ s. š., 16°36′58″ v. d.                                                         | Ludwig Mies van der Rohe | 1929–1930            | |
| Moravská banka                                                                    | Komerční banka                                                                                   | Brno-střed Náměstí Svobody 21 49°11′42″ s. š., 16°36′27″ v. d.                                                                 | Bohuslav Fuchs, Ernst Wiesner | 1929–1931            | Dnes Komerční banka. Na jejím místě stál původně Kounicův palác, který byl zbořen a roku 1928 byla vypsána soutěž na zastavění proluky. Pasáž vedoucí skrz budovu ústí schodištěm do Veselé ulice. Nejvyšší dvě patra v šestipatrové budově jsou obytná, mezi 2. a 3. patrem je instalační patro umožňující dispoziční variabilitu administrativních prostor. Jde o jediné společné dílo obou autorů: Wiesner se podílel zejména na interiérech, ale možná také na obou průčelích budovy. Fasáda je jako první v Brně zhotovena jako úplná zavěšená stěna. Po dvojí přestavbě dnešní fasáda zhruba odpovídá původní. |
| Městské lázně                                                                     | Městské lázně                                                                                    | Brno-Židenice (Zábrdovice) Zábrdovická 13 49°12′8″ s. š., 16°38′ v. d.                                                         | Bohuslav Fuchs | 1929–1932            | |
| Šilhanovo sanatorium                                                              | Šilhanovo sanatorium                                                                             | Brno-Žabovřesky Veveří 125, 127 49°12′36″ s. š., 16°35′16″ v. d.                                                               | Jan Víšek | 1929–1933, 1933–1935 | Řadová stavba porodnické kliniky s dvorním křídlem, výrazným průjezdem a schodištěm byla vybudována ve dvou etapách. Fasáda byla částečně obložena bílou keramikou. |
| Škola pro ženská povolání Vesna a Domov Elišky Machové                            | Střední zdravotnická škola                                                                       | Brno-střed (Pisárky) Lipová 16, 18 49°11′41″ s. š., 16°34′46″ v. d.                                                            | Bohuslav Fuchs, Josef Polášek | 1930                 | Dnes Střední zdravotnická škola s internátem. Jednotný urbanisticko-architektonický celek umístěný do volné krajiny umožnil prosvětlení všech vnitřních prostor přirozeným světlem. Nosné pilíře školní budovy Fuchs doplnil skládacími posuvnými příčkami umožňujícími propojení učeben s vedlejšími pracovnami. Komunikaci zajišťoval prosklený předsunutý koridor a otevřené balkony. Pro budovu Domova Elišky Machové zvolil konstrukční systém tzv. příčné nosné zdi, který budově vtiskl specifický charakter.                                                                                                 |
| Eislerova vila                                                                    | Eislerova vila: brána                                                                            | Brno-střed (Staré Brno) Neumannova 10 49°11′38″ s. š., 16°34′56″ v. d.                                                         | Otto Eisler | 1930                 | Vlastní dům pro autora a jeho bratra se dispozičně blíží německým typovým domům. Jednoduchost červeného průčelí narušují jen průběžný balkon a velká prosklená stěna. V kontrastu je velkoryse komponovaná zahrada. |
| Obytný dům družstva Freundschaft                                                  | Obytný dům družstva Freundschaft                                                                 | Brno-střed (Staré Brno) Rybářská 10 49°11′15″ s. š., 16°35′19″ v. d.                                                           | Ernst Wiesner | 1930–1931            | Jediný Wiesnerův malobytový dům v Brně střídá jednduché a symetrické uliční průčelí dynamickou kompozicí dvorního pavlačového křídla s válcovou věží schodiště. |
| Slavíkova vila                                                                    | Slavíkův rodinný dům                                                                             | Brno-Žabovřesky Tůmova 15 49°12′22″ s. š., 16°34′59″ v. d.                                                                     | Josef Kranz | 1930–1931            | Podoba rodinného domu je ovlivněna malou svažitou parcelou. Nedostatek místa pro zahradu kompenzuje množství balkonů a velká střešní terasa. |
| Dům služeb Baťa                                                                   | Obchodní dům Centrum                                                                             | Brno-střed Kobližná 24 49°11′43″ s. š., 16°36′45″ v. d.                                                                        | Vladimír Karfík | 1930–1931            | Dnes Obchodní dům Centrum. Budova je jedinou Karfíkovou meziválečnou stavbou v Brně. Původně byl zamýšlen 23- či 28patrový mrakodrap, avšak kvůli nestabilnímu terénu byl snížen na pouhých 8 pater. Byla sem přemístěna Baťova prodejna z nedalekého paláce Morava, po válce ji vystřídal obchodní dům Centrum, pro jehož potřeby byla budova v roce 1966 necitlivě stavebně upravena, čímž ztratila charakteristické střídání horizontálních pásů čirého a bílého skla. |
| Obchodní a obytný dům F. Wittreicha a H. Deutsche                                 | Obchodní a obytný dům Wittreich a Deutsch                                                        | Brno-střed Masarykova 19-21 49°11′35″ s. š., 16°36′37″ v. d.                                                                   | Otto Eisler | 1930–1931            | Obytný dům s obchodními plochami v přízemí patřil ve 30. letech k nejčastějším Eislerovým projektům. Tento byl původně projektován s pásovými okny, v obytné části nahrazenými klasickými okny předstupujícími před modré průčelí. Obchodní přízemí je vizuálně odděleno výraznou horizontálou a obnaženou konstrukcí. |
| Obchodní a obytný dům B. Pazdery                                                  | Obchodní a obytný dům B. Pazdery                                                                 | Brno-Tuřany Podlipná 13, Špirkova 1 49°8′54″ s. š., 16°39′56″ v. d.                                                            | Bedřich Rozehnal | 1930–1931            | Rozehnalovu první brněnskou stavbu charakterizují klidná průčelí s výrazně horizontálními pásovými okny, střídaná částmi s obytnými terasami. Přízemí sloužilo jako obchod se skladem a zázemím, poschodí byt majitele. |
| Malobytová kolonie                                                                | Malobytová kolonie v Zábrdovicích                                                                | Brno-sever (Zábrdovice) Jana Svobody 15, 17, Trávníčkova 3, 5, Vranovská 22–28, Zubatého 4, 6 49°12′18″ s. š., 16°37′36″ v. d. | Josef Polášek | 1930–1931            | |
| Masarykova česká obecná škola chlapecká a dívčí                                   | Masarykova česká obecná škola chlapecká a dívčí (Masarykova základní škola a Mateřská škola Brno | Brno-sever (Černá Pole) Zemědělská 29 49°12′43″ s. š., 16°37′20″ v. d.                                                         | Mojmír Kyselka | 1930–1931            | Dnes Masarykova základní škola a Mateřská škola Brno. Celková symetrie budovy vyplývala z jejího dělení na chlapecké a dívčí křídlo. Před budovou bylo hřiště s bazénem. |
| Masarykova německá lidová vysoká škola                                            | Masarykova německá lidová vysoká škola (Filozofická fakulta MU)                                  | Brno-střed (Veveří) Janáčkovo nám. 2a 49°12′4″ s. š., 16°36′13″ v. d.                                                          | Heinrich Blum | 1931                 | Dnes Filozofická fakulta Masarykovy univerzity, budova N. V kontextu 20. a 30. let 20. století představuje Deutsche Masaryk Volkschule vybočení z typicky funkcionalistické architektury, připomíná díla italské racionalistické architektury. Symetrické vstupní průčelí je provedeno z neomítnutého cihlového zdiva, s mírně monumentálním a nadčasovým výrazem. |
| Malobytová kolonie                                                                | Malobytová kolonie                                                                               | Brno-Královo Pole Purkyňova 48, 50, Skácelova 23-69, Vodova 51, 53 49°13′18″ s. š., 16°35′12″ v. d.                            | Josef Polášek | 1931–1933            | Řádkovou formaci sídliště tvoří pětice paralelních dvojdomů s jedno- a dvoupokojovými byty, které jsou propojeny jednopatrovým obchodním křídlem při Skácelově ulici. |
| Bassova vila / Baasova vila                                                       | Bassova vila                                                                                     | Brno-střed (Pisárky) Lipová 22 49°11′41″ s. š., 16°34′39″ v. d.                                                                | Zikmund Kerekes | 1932                 | Samostatně stojící protáhlý dům je členěn do čtyř částečně samostatných bytů v koncích budovy a společných salonů uprostřed. Pohledově výrazný je arkýř na západní straně a táhlá terasa. Bílá vápenná omítka je doplněna béžovými eternitovými plochami. |
| Všeobecný penzijní ústav                                                          | Nejvyšší soud                                                                                    | Brno-střed (Veveří) Burešova 20 49°12′19″ s. š., 16°36′8″ v. d.                                                                | Emil Králík | 1932                 | Dnes Nejvyšší soud. |
| Tyršovy školy                                                                     | Tyršovy školy                                                                                    | Brno-Židenice (Zábrdovice) Kuldova 38 49°11′59″ s. š., 16°37′57″ v. d.                                                         | Oskar Poříska | 1932                 | Dnes Tyršova základní škola. Urbanisticky zajímavý areál uzavírající nároží Kuldovy a Šámalovy ulice tvoří dvě souměrná křídla propojená zaobleným přízemním koridorem a zahrnoval v sobě i společenský sál a veřejnou knihovnu. |
| Kyselkův rodinný dům                                                              | Kyselkův rodinný dům                                                                             | Brno-střed (Staré Brno) Tomešova 4a 49°11′46″ s. š., 16°35′32″ v. d.                                                           | Mojmír Kyselka | 1932                 | Vlastní vila architekta Kyselky je situovaná v řadové zástavbě na terase pod Žlutým kopcem. Oproti jiným autorovým stavbám je pojata méně dogmaticky, což dokazuje dynamicky zaoblený vstupní balkon a schodiště. |
| Žáčkův rodinný dům                                                                | Žáčkův rodinný dům                                                                               | Brno-střed (Staré Brno) Lipová 17 49°11′39″ s. š., 16°34′56″ v. d.                                                             | Eduard Žáček | 1932–1933            | Vlastní velká vila architekta Žáčka v sobě zahrnuje kromě obytného prostoru i provoz projekční kanceláře. Umístění ateliéru do přední části domu výrazně ovlivnilo podobu vstupního průčelí s dvojicí výrazných modrých kovových pásových oken a balkony. |
| Poláškova vila                                                                    | Poláškův rodinný dům                                                                             | Brno-střed (Stránice) Barvičova 56 49°11′53″ s. š., 16°34′51″ v. d.                                                            | Josef Polášek | 1932–1933            | Dnes Ukrajinský konzulát v Brně. Řadový dům se třemi byty a střešním ateliérem měl původně bílou hladkou omítku s barevnými rámy oken. Výrazným prvkem je prosklený arkýř. I přes dvojí přestavbu zůstaly základní rysy zachovány. |
| Kranzův rodinný dům                                                               | Rodinný dům Josefa Kranze                                                                        | Brno-sever (Černá Pole) Alešova 24 49°13′4″ s. š., 16°37′27″ v. d.                                                             | Josef Kranz | 1933–1935            | Dům svým úsporným řešením připomíná typizovanou stavbu. V přízemí je jídelna velká hala propojená s terasou, v patře soukromé pokoje. Průčelí autor oživil dřevěnou konstrukcí pro popínavé rostliny. |
| Skupina rodinných domů                                                            | Dům na Rezkově 32                                                                                | Brno-střed (Stránice) Rezkova 28-40 49°12′3″ s. š., 16°34′25″ v. d.                                                            | Jindřich Kumpošt | 1933–1936            | |
| Synagoga Agudas achim                                                             | Synagoga Agudas Achim                                                                            | Brno-střed (Trnitá) Skořepka 13 49°11′34″ s. š., 16°37′4″ v. d.                                                                | Otto Eisler | 1934                 | Dvoupodlažní stavba téměř čtvercového půdorysu s plochou střechou, členěná na vstupní obslužnou část (halu, schodiště, studovnu a toalety) a hlavní loď s vyvýšeným řečništěm. Čtvrtá synagoga v Brně (a jediná dosud provozovaná na Moravě) byla postavena pro ortodoxní obec Agudas Achim příchozích z Haliče. |
| Obchodní dům Brouk a Babka                                                        | Obchodní dům Baťa                                                                                | Brno-střed Česká 4 49°11′44″ s. š., 16°36′25″ v. d.                                                                            | Miloslav Kopřiva | 1934                 | Dnešní Obchodní dům Baťa stojí na místě Žerotínova paláce, který v 19. století nahradil třípatrový dům, zbořený teprve půl roku před slavnostním otevřením nové budovy. Kopřivův sedmipatrový obchodní dům je nejstarší výhradně obchodní budovou v Brně. Kromě horizontálních pruhů oken představují výrazný prvek též zaoblené podélné výkladní vitríny v přízemí a vchody mezi nimi. |
| Rodinné domy                                                                      | Rodinné domy na Střední ulici                                                                    | Brno-Královo Pole (Ponava) Střední 27-51 49°12′40″ s. š., 16°36′21″ v. d.                                                      | Vilém Kuba, Alois Kuba | 1934–1936            | Řadové domy na Střední ulici bratří Kubů svým úsporným dispozičním i architektonickým řešením vystihují skutečnost, že i stavby pro střední vrstvu se řídily ekonomickými požadavky. |
| Palác Alfa                                                                        | Palác Alfa                                                                                       | Brno-střed Jánská 11, 13 / Poštovská 4–10 49°11′40″ s. š., 16°36′37″ v. d.                                                     | Karel Bezrouk, zpočátku též Bohuslav Fuchs | 1934–1937            | Na základě Fuchsova návrhu z roku 1930 vypracoval Bezrouk návrh osmipatrového domu s velkou kavárnou v mezipatře, kinem a nočním podnikem v suterénu a pasáží spojující hlavní dvoranu domu s náměstím Svobody a ulicemi Jánskou a Poštovskou. Vyšší patra byla vyhrazena bytům. Fasády byly obloženy světlými opaxitovými plotnami. |
| Patočkova vila                                                                    | Patočkova vila                                                                                   | Brno-střed (Stránice) Kaplanova 11 49°12′6″ s. š., 16°34′24″ v. d.                                                             | Jiří Kroha | 1935–1936            | Samostatně stojící vila ve svahu je součástí druhé brněnské kolonie moderního bydlení (po kolonii Nový dům). V 80. letech 20. století byla poněkud necitlivě částečně přestavěna. |
| Míčkův rodinný dům                                                                | Míčkův rodinný dům                                                                               | Brno-Žabovřesky Zeleného 5a 49°12′23″ s. š., 16°34′48″ v. d.                                                                   | Josef Kranz | 1935–1936            | Dvougenerační rodinný dům s odstupňovaným průčelím, pro autora typickým. V prvním patře menší byt, v dalších dvou nadstandardní byt propojený schodištěm se zahradou. |
| Zemská pojišťovna                                                                 | Dům odborových služeb                                                                            | Brno-střed Benešova 2, 4, Malinovského nám. 4 49°11′43″ s. š., 16°36′50″ v. d.                                                 | Ernst Wiesner | 1935–1937            | Dnes Dům odborových služeb, původně Moravská zemská životní pojišťovna. Po vybudování paláce Morava v části tzv. Doretova dvora byl Wiesner pověřen přestavbou jeho zbylé části, původně vytvořené v 60. letech 19. století Karlem Matzenauerem. Zvýšil ji o jedno poschodí a červeně obložil, čímž celý blok vizuálně sjednotil. Zdůraznění protipólu dnešnímu Mahenovu divadlu zajistil klasicizujícím vstupem a nárožími obloženými travertinem. |
| Administrativní budova ALPA                                                       | Administrativní budova ALPA                                                                      | Brno-Královo Pole Palackého třída 158 49°13′51″ s. š., 16°35′27″ v. d.                                                         | Bohuslav Fuchs | 1936                 | Ze dvou stejných osově orientovaných budov propojených komunikačním mostem byla realizována pouze pravá část. Výrazným prvkem budovy je velká skleněná stěna, kontrastující s jednotícím keramickým obkladem. V původní budově továrny ALPA sídlí nyní jiné firmy. |
| Kubova vila                                                                       | Vila Aloise Kuby                                                                                 | Brno-Řečkovice Gromešova 1 49°15′7″ s. š., 16°35′20″ v. d.                                                                     | Vilém Kuba, Alois Kuba | 1936                 | Vlastní vila Aloise Kuby s charakteristickou předsazenou římsou, propojená se svažitým terénem terasami, schodištěm a mostem vybočuje s dosavadní produkce bratrů Kubových, zaměřené spíše na projekty řadových rodinných a velkých nájemních domů. |
| Petrákova vila                                                                    | Petrákova vila                                                                                   | Brno-střed (Pisárky) Marie Pujmanové 4 49°11′52″ s. š., 16°34′14″ v. d.                                                        | Bohuslav Fuchs | 1936                 | V poněkud experimentálním návrhu Petrákovy vily Fuchs reagoval na strohý funkcionalismus 20. let. K charakteristickým prvkům této reakce patří zakřivená průčelí, užití přírodních materiálů (dřevo, kamenné zdivo), kulatá okna a další. |
| Vila Löw-Beer                                                                     | Vila Löw Beer                                                                                    | Brno-střed (Pisárky) Kalvodova 8 49°11′54″ s. š., 16°34′13″ v. d.                                                              | Rudolf Baumfeld, Norbert Schlesinger | 1936                 | Vila vídeňských architektů mírně vybočuje z řady brněnských staveb své doby. Hranolovitá budova s předsazenou zimní zahradou se uspořádáním obytného prostoru a vytříbenými detaily podobá vile Tugendhat, byť nedosahovala její umělecké ani technické úrovně. Byla ostatně budována pro bratrance Grety Löw-Beer, provdané Tugendhatové a stavěla ji stejná firma Artura a Mořice Eislerových. |
| Friedmanův nájemní a obchodní dům                                                 | Friedmanův nájemní a obchodní dům                                                                | Brno-střed Česká 12 49°11′47″ s. š., 16°36′23″ v. d.                                                                           | Endre Steiner | 1936                 | Velkoměstský nájemní a obchodní dům s obchodním přízemím a odstupňovaným posledním patrem s terasou. Průčelí s náznaky pásových oken bylo obloženo hnědou keramikou. |
| Nájemní dům L. Bluma                                                              | Nájemní dům L. Bluma                                                                             | Brno-střed (Pisárky) Kamenomlýnská 14 49°11′47″ s. š., 16°34′10″ v. d.                                                         | Otto Eisler | 1936                 | |
| Skupina městských malobytových domů                                               | Malobytová kolonie Rennenská-Dvorského                                                           | Brno-střed (Štýřice) Rennenská 1-13, Dvorského 4-12 49°10′48″ s. š., 16°35′57″ v. d.                                           | Bedřich Rozehnal, Václav Hilský, Rudolf Jasenský, Karel Koželka, František Jech                                                                                      | 1936–1937            | Největší brněnská malobytová kolonie tvoří z urbanistického hlediska soubor uspořádaný podle funkcionalistického řádkového schématu, ve dvou řadách. První řada o sedmi jednoduchých domech v Rennenské ulici byla navržena Bedřichem Rozehnalem. Druhou řadu podélných pavlačových domů v Dvorského ulici navrhla čtveřice pražských architektů. |
| Nádražní „hlavní“ pošta                                                           | Hlavní pošta                                                                                     | Brno-střed Nádražní 3 49°11′27″ s. š., 16°36′42″ v. d.                                                                         | Bohuslav Fuchs | 1936–1938            | Budova bývalé nádražní pošty stojí na místě někdejších hradebních příkopů. Na dvojitém železobetonovém suterénu stojí lehká ocelová kostra. Forma budovy důsledně sleduje její funkci. |
| Tesařova vila                                                                     | Tesařova vila                                                                                    | Brno-střed (Pisárky) Hroznová 18 49°11′50″ s. š., 16°34′17″ v. d.                                                              | Bohuslav Fuchs | 1937                 | Velká vila s odvážným členěním hlavního průčelí, které je tvořeno půlválcem, do něhož jsou diagonálně uloženy hlavní obytné haly. Bohatost tvarů je doplněna barevností bílých a terakotových ploch. |
| Nájemní dům dr. Karla Pura                                                        | Purův nájemní dům                                                                                | Brno-střed Údolní 25 49°11′50″ s. š., 16°35′59″ v. d.                                                                          | Josef Polášek | 1937                 | Plasticky členěnému průčelí domu s kontrastem vertikálních a horizontálních linií dominuje centrální sklobetonový pás s kulatými průzory, doplněný po stranách lodžiemi, vytvořenými pomocí principu příčné nosné zdi. |
| Zemské vojenské velitelství                                                       | Univerzita obrany                                                                                | Brno-střed (Veveří) Kounicova 65 49°12′27″ s. š., 16°35′42″ v. d.                                                              | Bohuslav Fuchs | 1937                 | Tzv. „rohlík“. Dnes sídlo Univerzity obrany, do roku 2004 Vojenské akademie Brno. |
| Convalaria (nájemní dům s kavárnou a parfumerií)                                  | Convalaria                                                                                       | Brno-střed Česká 19–21 / Veselá 26 49°11′47″ s. š., 16°36′21″ v. d.                                                            | Oskar Poříska | 1937                 | Polyfunkční obchodní a obytná budova na souběhu České a Veselé ulice, dnes redakce deníků společnosti Mafra. Obě uliční průčelí jsou pojata jako fasáda nájemného domu, hlavní strana na křižovatce je zvýrazněna jako obchodní budova pásy vysokých oken. V přízemí je nejmenší pasáž v Brně propojující obě ulice. Budova dostala jméno po parfumerii původně umístěné v přízemí budovy. |
| Pojišťovna Riunione Adriatica di Sicurtà (obchodní, administrativní a obytný dům) | Dům Nádražní 4                                                                                   | Brno-střed Nádražní 4 49°11′29″ s. š., 16°36′43″ v. d.                                                                         | Karel Kotas | 1938                 | Víceúčelový dům italské pojišťovny se řadí spíše k příkladům novoklasicistní varianty pozdního funkcionalismu, díky např. „vertikálnímu“ ztvárnění přízemí a nejvyššího patra nebo symetrii hlavního průčelí. Jádro řadové sedmipatrové budovy tvoří ústřední vestibul se dvěma bočními schodišti vedoucími do druhého administrativního poschodí. Další patra obsahují třípokojové byty a garsoniéry. Ustupující nejvyšší patro je kryté rovnou střechou mírně přesahující fasádu, kterou nesou pravidelně rozmístěné pilíře.                                                                                       |
| První moravská spořitelna                                                         | Česká spořitelna                                                                                 | Brno-střed Jánská 4–10 49°11′39″ s. š., 16°36′36″ v. d.                                                                        | Josef Polášek, Otakar Oplatek, Heinrich Blum | 1939                 | Řadová šestipatrová budova s předsazenou, konkévně prohnutou částí průčelí představuje výraznou stavbu pozdního funkcionalismu. Jádro budovy tvoří rozlehlá dvorana a oválný vestibul s točitým schodištěm do patra otevřené haly, osvětlené železobetonovou kopulí se skleněnými čočkami. Dnes je sídlem České spořitelny. |
| Nájemní domy                                                                      | Nájemní domy Kotlářská                                                                           | Brno-střed (Veveří) Kotlářská 34–50 49°12′26″ s. š., 16°36′10″ v. d.                                                           | Václav Dvořák, Jaroslav Brázda | 1939                 | Devět řadových pětipatrových domů s podkrovím, balkony, zimními zahradami, garážemi a výtahy jsou součástí celkové asanace Kotlářské ulice během 30. let 20. století. Výraznými prvky uliční fasády jsou arkýře v prvním patře, průběžná okna, niky s balkony a opakující se zešikmené úseky zdi. Na rohu s ulicí Lidickou byl zamýšlen (nerealizovaný) výškový dům. |
| Nájemní domy                                                                      | Nájemní domy Tábor-Kounicova                                                                     | Brno-Královo Pole (Ponava) Kounicova 60-64, Tábor 42a-50d 49°12′49″ s. š., 16°35′37″ v. d.                                     | Jiří Kroha, Vilém Kuba, Josef Polášek | 1946–1948            | Sídliště tří autorů představuje jeden z posledních funkcionalistických obytných souborů v Brně. Šestice domů s charakteristickou sloupovou „kolonádou“ v přízemí je uspořádána v řádkovém urbanistickém schématu. |
| Dětská nemocnice                                                                  | Dětská nemocnice                                                                                 | Brno-sever (Černá Pole) Černopolní 9 49°12′10″ s. š., 16°37′4″ v. d.                                                           | Bedřich Rozehnal | 1947–1954            | Z pozdně funkcionalistického areálu dětské kliniky vyniká třípatrová hlavní budova o půdorysu písmene Y, na kterou navazují další křídla obsahující vstupní halu, laboratoře, ambulanci, technické zázemí a další. Z provozního hlediska představuje na svou dobu velmi progresivní řešení, které osobně ocenil i Le Corbusier. |